# Tamar (figlia di Davide)
Tamar (Hebron, ... – ...; fl. XI-X secolo a.C.) fu figlia del re Davide e di Maaca, disonorata dal fratellastro Amnon e vendicata dal fratello Assalonne.

## Biografia

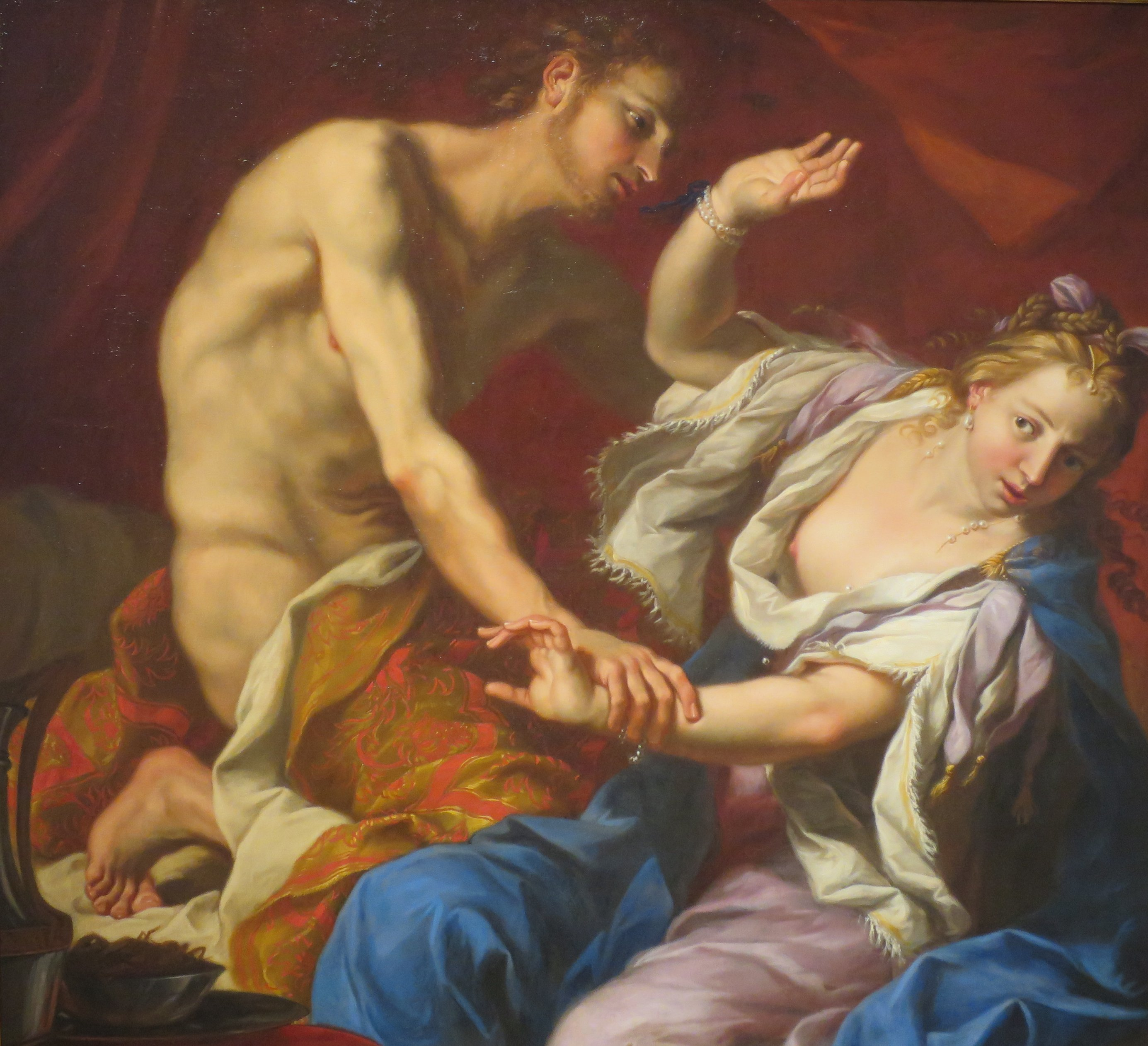
Amnon e Tamar (anonimo, XVII sec.)

La Bibbia ci racconta che era talmente bella che suo fratello Amnon si innamorò di lei. Amnon, consigliato da un amico preoccupato per lui, si finse malato e chiese al padre di farla chiamare affinché gli portasse delle frittelle fatte con le sue mani. Il padre acconsentì ma Amnon fece in modo di rimanere da solo con Tamar e le propose di giacere con lui. Al rifiuto della sorella Amnon la violentò. Dopo averla violentata, Amnon iniziò a provare un profondo odio per lei e la fece cacciare via.
Tamar fuggì strappandosi le vesti e cospargendosi la testa di polvere (tipico segno di lutto e disperazione nella cultura ebraica). Fuggendo, incontra un altro fratello, Assalonne, il quale, capendo ciò che era successo, le raccomanda di non dire niente a nessuno perché ci avrebbe pensato lui.
Tamar rimase a casa di Assalonne per due anni, passati i quali Assalonne, in occasione della tosatura delle pecore, invitò il re Davide e tutti i suoi figli per festeggiare. Visto il rifiuto del re, Assalonne chiese di far venire almeno suo fratello Amnon. Quando Amnon fu ubriaco lo fece uccidere dai suoi servi per vendicare il disonore arrecato a Tamar.